# Maubourguet
Maubourguet è un comune francese di 2 486 abitanti situato nel dipartimento degli Alti Pirenei nella regione dell'Occitania.
Nel territorio comunale il fiume Échez confluisce nell'Adour.

## Società

### Evoluzione demografica
Abitanti censiti